# Hazudós Jakab (film, 1999)
A Hazudós Jakab (eredeti cím: Jakob the Liar) 1999-ben bemutatott színes, háborús fekete komédia Robin Williams főszereplésével. A film Jurek Becker azonos című regényének adaptációja. A film rendezője a magyar származású Peter Kassovitz.
A film az 1975-ös Jakob der Lügner című NDK-csehszlovák koprodukcióban készült film feldolgozásának tekinthető.
Az 1997-es Az élet szép című, szintén a holokausztot feldolgozó Oscar-díjas film miatt háttérbe szorult és Magyarországon csak televízióban mutatták be.
DVD-n 2000. március 21-én jelent meg.

## Cselekmény
|  | Alább a cselekmény részletei következnek! |

1944 tele, Lengyelország. Egy gettóban a zsidók a külvilágtól magas falakkal elzárva élnek, amit német katonák őriznek. Este nyolctól kijárási tilalom van érvényben, amikor zsidóknak nem szabad az utcán tartózkodniuk. Jakob egy újságlapot kergetve a drótkerítéshez érkezik, és bár még van 5 perc nyolcig, az őrtoronyból azt a parancsot kapja, hogy jelentkezzen az ügyeletes német tisztnél és kérje a büntetését. A tiszt nincs a szobájában, a rádiója azonban be van kapcsolva, így Jakob az orosz csapatok előrenyomulásáról szóló híreket hall. A fiatal tiszt megértőnek mutatkozik, és elengedi Jakobot. Mivel azonban közben nyolc óra lett, a kaput már bezárták. Jakob a pályaudvaron a tehervagonok között bujkál a reflektorok elől, de tudja, hogy ott nem maradhat. Nem sokkal később egy tíz év körüli zsidó kislány megy oda hozzá, Lina Kronstein, akit a szülei egy tehervagon alját felfeszítve engedtek ki, amikor megállt a szerelvényük. Jakob magával viszi a kislányt, bár eleinte el akarja küldeni.
Aztán másnap a tehervagonoknál, ahova a zsidókat mindennap dolgozni viszik, Misa (aki bokszoló és Jakob a menedzsere) elrejtőzik egy vagonba, hogy megölje az egyik német őrt. Jakob észreveszi, és megpróbálja lebeszélni erről a szándékáról, de Misa nem hallgat rá. Ekkor Jakob végső megoldásként azt hazudja Misának, hogy van egy rádiója, és azt mondták a hírekben, hogy az oroszok egyre közelebb járnak Németországhoz. Később, mikor szerencsésen kikerülnek ebből a szituációkból, Jakob elmondja, hogy csak hazudott, de Misa meg van róla győződve, hogy Jakob igazat mondott. Jakob civilben egy kávéházat vezetett valamikor, ahol saját készítésű palacsintát is árult (ezért a többiek „Palacsintás”-nak nevezik). Jakob megígérteti Misával, hogy senkinek nem mondja el a hírt, Misa ezt meg is ígéri, de kénytelen elmondani jövendőbeli apósának, mert szeretné elvenni a lányát, és az apa nem lát okot az optimizmusra. Misa elmondja neki, hogy az oroszok egyre közelebb jönnek és hamarosan vége a háborúnak.
Másnap reggel már mindenki nagy tisztelettel és bizalmasan köszönti Jakobot, bár ő nagyon megharagszik Misára, és továbbra is tagadja, hogy neki rádiója lenne (ezért ugyanis kivégzés jár, ha a németek megtudják).
A zsidókat minden nap a tehervagonokhoz viszik dolgozni, ahol zsákokat rakodnak. Ebédszünetben mindenki Jakobtól várja a híreket. Egy orvosprofesszor elmondja neki, hogy amióta elterjedt a híre, hogy van egy rádió a gettóban és közelednek az oroszok, a gettóban senki sem lett öngyilkos (a történet elején Jakob borbélya fel akarja akasztani magát a műhelyében, de Jakob lebeszéli róla). Jakob ezért kénytelen folytatni a hazudozást. A „hírekben” Winston Churchill is megszólal és Amerika hadba lépéséről is szó esik az oroszok előrenyomulása mellett. Ezek a hírek lelket öntenek az emberekbe, hiszen már csak kis ideig kell kitartaniuk.
Időközben azonban a Gestapo is tudomást szerez a „rádióról”, ezért összeszednek jó pár embert, és kihirdetik, hogy ezeket kivégzik, ha nem jelentkezik az, akinél a rádió van. Másnap Jakob jelentkezik a németeknél. Hiába mondja azonban, hogy nem létezik a rádió, a németek nem hiszik el, és majdnem agyonverik. Végül ki kell jelentenie Jakobnak, hogy „hazugság volt minden, amit mondott és nincs rádió”. Jakob azonban képtelen elvenni a reményt az emberekről, és mielőtt megszólalhatna, a német tábornok agyonlövi.
A történet folytatását továbbra is Jakob szavaival halljuk: a zsidókat vagonokba rakták és a vonat elindult egy fogolytábor felé, ahol mindannyian meghaltak… de az is lehet, hogy útközben az orosz tankok feltartóztatták a vonatot, és a foglyokat kiszabadították.
Lina látomásszerűen egy orosz tankon egy amerikai dzsessz-zenekart lát, az előtérben három elegánsan felöltözött énekesnővel.
|  | Itt a vége a cselekmény részletezésének! |

## Szereplők
| Szerep                          | Színész                   | Magyar hangja (1. szinkron) |
| ------------------------------- | ------------------------- | --------------------------- |
| Jakob Heim                      | Robin Williams            | Maros Gábor                 |
| Max Frankfurter                 | Alan Arkin                | Szokolay Ottó               |
| Kowalsky, borbély               | Bob Balaban               | Cs. Németh Lajos            |
| Lina Kronstein, tízéves kislány | Hannah Taylor-Gordon      | Bogdányi Titanilla          |
| Avron                           | Michael Jeter             | Imre István                 |
| Dr. André Kirschbaum professzor | Armin Mueller-Stahl       | Szersén Gyula               |
| Misa                            | Liev Schreiber            | László Zsolt                |
| Rosa Frankfurter                | Nina Siemaszko            | Rudolf Teréz                |
| Herschel                        | Mathieu Kassovitz         | Mikula Sándor               |
| Preuß, ifjú német tiszt         | Justus von Dohnányi       | Viczián Ottó                |
| Fajngold                        | Mark Margolis             | Varga Tamás                 |
| Blumenthal                      | Gregg Bello               | Tóth Roland                 |
| Lina anyja                      | Igó Éva                   | (saját hangján)             |
| Lina apja                       | Bálint István             | (n. a.)                     |
| Kurva                           | Kathleen Gati (Gáti Kati) | (n. a.)                     |
| Sámuel                          | Gosztonyi János           | (saját hangján)             |
| Német katona, őrparancsnok      | Rajhona Ádám              | (saját hangján)             |
| Kripli                          | Leisen Antal              | (saját hangján)             |
| Roman                           | Rudolf Péter              | (saját hangján)             |
| Fiatal német katona             | Jan Becker                | Katona Zoltán               |
| Nátán                           | Kulka János               | (saját hangján)             |
| Frankfurterné                   | Grażyna Barszczewska      | Pásztor Erzsi               |
| Kirschbaum Eszter               | Margitai Ági              | (saját hangján)             |
| Hardtloff német tábornok        | Darvas Iván               | (saját hangján)             |
| Hardtloff orvosa                | Borbély László            | (saját hangján)             |
| Meyer                           | Zoltan Barabas            | Harmath Imre                |

## Fogadtatás
A filmkritikusok véleményét összegző Rotten Tomatoes 30%-ra értékelte 71 vélemény alapján.

## Forgatási helyszínek
- Piotrków, Lengyelország
- Łódź, Lengyelország
- Budapest, Magyarország   (Rákospalota-Újpest vasútállomás, 7.kerület Gozsdu Udvar, Dob u 14.
- Dunakeszi, Magyarország   (Járműjavító)